# Sándormajor
Sándormajor (Paulian), település Romániában, a Partiumban, Szatmár megyében.

## Fekvése
Szamosdob közelében fekvő település.

## Története
Sándormajor telepes község, mely 1956-ban vált külön Szamosdobtól.
1930-ban 999 lakosából 397 román, 2 magyar volt.
2002-ben 500 lakosából 377román, 1 magyar, 1 német, 115 ukrán volt.